# 鐘音
鐘音（? —1778年），是中國清朝官員，觉尔察氏，字魏庄，号闻轩，滿洲镶蓝旗人。
雍正十三年乙卯科举人，乾隆元年（1736年）中联捷进士，散館授檢討。乾隆十七年（1752年）授陕西巡抚，旋调福建，後任广东巡抚。二十七年（1762年）被召入京，任兵部右侍郎，往巴里坤军营办事。三十六年（1771年），擢升闽浙总督。晚年累官至礼部尚书。四十四年（1779年），隨驾盛京，卒于途中。赠太子太保頭銜，谥文恪。

## 家族关联
- 六世祖：覺爾察完布祿
- 五世祖：覺爾察安費揚古
- 從曾祖：覺爾察遜塔
- 父：覺爾察朱滿
- 母：嫡母吴氏、生母张氏
- 子：恩德、恩庆、恩明、恩长
- 友：李侍尧、託恩多
- 儿女姻亲：福州将军沈之仁（正白旗汉军续顺公沈志祥、沈永忠家族,是第六任续顺公沈之义的兄弟。《八旗通志》有：沈之仁管理沈之仁故以髙尚义之孙笔帖式高其位管理髙其位縁事革退以其叔父之子髙其伸管理髙其伸升任广东驻防㕘领仍以髙其位管理髙其位升任陜西永昌卫副将以其叔父之子翰林院检讨高其倬管理。又有沈永栢故以三等阿达哈哈番徐国柱管理徐国柱故以其子徐世勲管理徐世勲故以监生沈之仁管理沈之仁升任福建驻防协领以歩军校常天佑管理）。
- 孙：宝善等七人，有同名宝善又名法善,字春皋,滿洲，国香堂，乾隆年间官江南廬鳳道。钟音之孙宝善，为嘉庆道光年间官员，曾官刑部筆帖式、泰陵員外郎、工部郎中、光祿寺卿、通政使司通政使、都察院左副都御史、副都统、兵部左侍郎等，道光十六年卒。
- 曾孙：八人，英勋，道光年间，官刑部堂主事、刑部福建司郎中、欽差管理寳泉局監督刑部郎中

其家族墓地尚存，在北京市大興區庞各庄镇福上村，為大興區文物保護單位。隔壁有庞各庄镇北顿垡村和东义堂村附近託恩多孙氏家墓地。大兴附近还有魏善庄镇西芦垡村宗室绰克都墓（其门下包衣为前者託恩多）、榆垡镇雍正乳母谢氏墓。